# John Joyce Russell
John Joyce Russell (* 1. Dezember 1897 in Baltimore, USA; † 17. März 1993 in Richmond, Virginia) war Bischof von Richmond.

## Leben
John Joyce Russell besuchte das Calvert Hall College und die Loyola High School. Von 1912 bis 1917 besuchte er das St. Charles College in Ellicott City, Maryland. Russell erwarb 1919 am St. Mary’s Seminary in Baltimore einen Master of Arts. Er empfing am 8. Juli 1923 das Sakrament der Priesterweihe. 1923 wurde John Joyce Russell an der Päpstlichen Universität Urbaniana in Rom im Fach Katholische Theologie promoviert. 
Von 1923 bis 1937 war John Joyce Russell Kurat an der St. Martin Church. Zudem war er von 1927 bis 1946 diözesaner Direktor der Holy Name Societes und der Catholic Evidence Guild. 1937 wurde Russell Pfarrer der Pfarrei St. Ursula in Baltimore. Papst Pius XII. verlieh ihm 1945 den Ehrentitel eines Päpstlichen Hausprälaten. Von 1946 bis 1948 war er Pfarrer der Pfarrei St. Patrick in Washington, D.C. und zudem von 1946 bis 1950 diözesaner Direktor der Catholic Charities. 1948 wurde John Joyce Russell Pfarrer an der Church of the Nativity.
Am 28. Januar 1950 ernannte ihn Papst Pius XII. zum Bischof von Charleston. Der Apostolische Delegat in den Vereinigten Staaten, Erzbischof Amleto Giovanni Cicognani, spendete ihm am 14. März desselben Jahres die Bischofsweihe; Mitkonsekratoren waren der Erzbischof von Washington, Patrick Aloysius O’Boyle, und der Weihbischof in Washington, John Michael McNamara. Am 3. Juli 1958 ernannte ihn Pius XII. zum Bischof von Richmond. Die Amtseinführung erfolgte am 30. September desselben Jahres.
Russell nahm an allen vier Sitzungsperioden des Zweiten Vatikanischen Konzils teil.
Am 28. April 1973 nahm Papst Paul VI. das aus Altersgründen von John Joyce Russell vorgebrachte Rücktrittsgesuch an. 